# Třída River (2003)
Třída River je třída oceánských hlídkových lodí Britského královského námořnictva. Jejich hlavním úkolem je hlídkování a ochrana rybolovu. Celkem bylo pro britské námořnictvo objednáno devět hlídkových lodí této třídy, která se dělí do tří skupin. První britská plavidla jsou ve službě od roku 2003. Modernizovaná plavidla nové generace této třídy pak od roku 2018.
Z konstrukce třídy River vycházejí rovněž dvě thajské hlídkové lodě třídy Krabi. Více odlišné jsou tři brazilské hlídkové lodě třídy Amazonas.

## Stavba

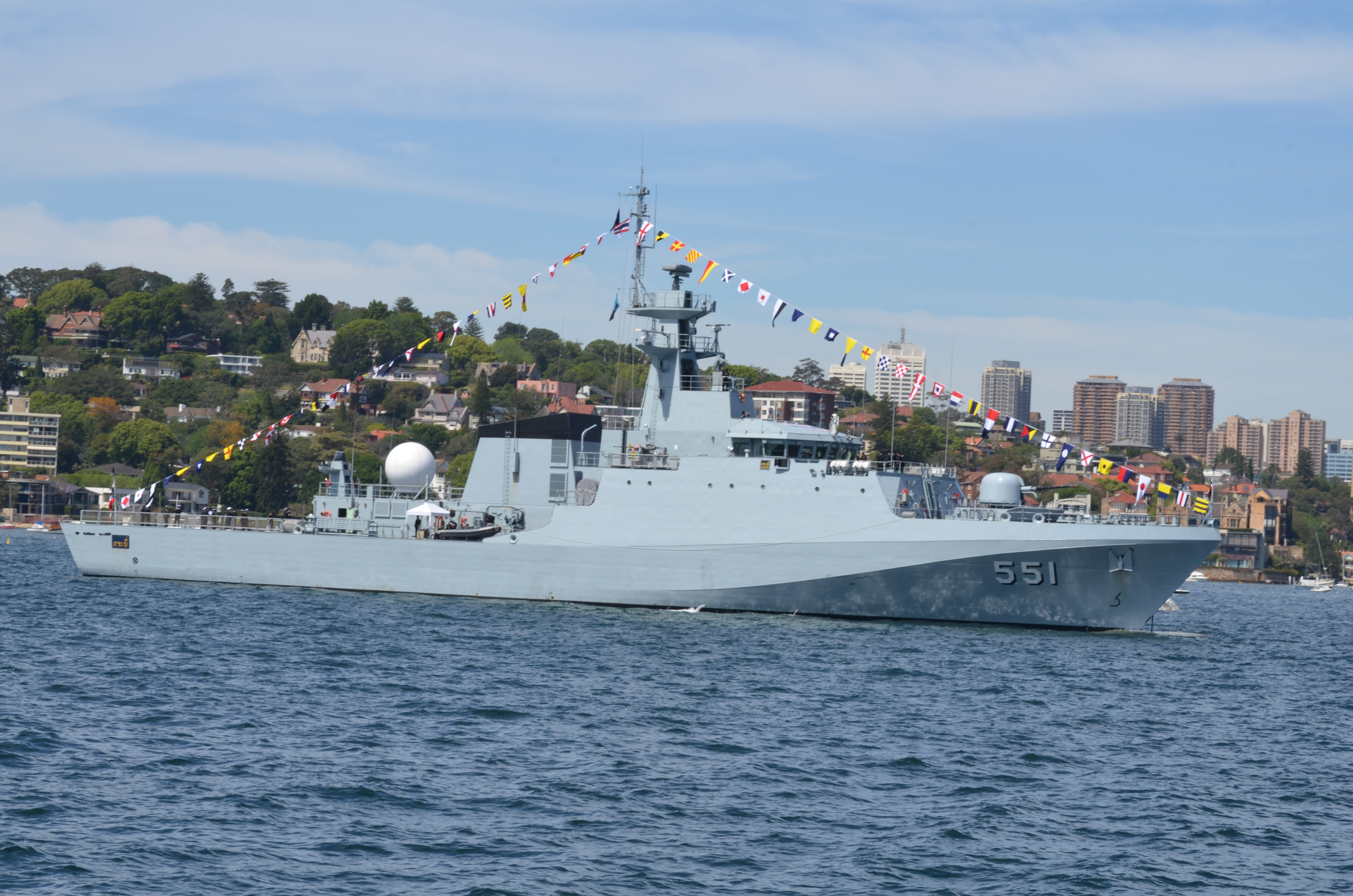
Thajská hlídková loď Krabi (550)

Hlídkové lodě třídy River staví britská loděnice Vosper Thornycroft Shipbuilding. Pro britské námořnictvo bylo objednáno celkem devět jednotek, které se dělí do tří skupin. První skupinu třídy River (Batch 1) tvoří tři jednotky – HMS Tyne (P281), HMS Severn (P282) a HMS Mersey (P283), které byly objednány roku 2001 a do služby vstoupily roku 2003. Druhou skupinu (Batch 2) třídy představuje osamocená HMS Clyde (P257), která byla objednána v roce 2005 speciálně pro službu na Falklandách a do služby byla zařazena roku 2007.
V říjnu 2014 byla v loděnici BAE Systems (nástupce Vosper Thornycroft Shipbuilding) v Govanu zahájena stavba tříčlenné třetí skupiny třídy River (Batch 3). Kontrakt v hodnotě 348 milionů £ byl zadán srpnu 2014 ve snaze zabránit ztrátě zkušených pracovních sil, které budou následně zapotřebí při stavbě fregat typu 26. Konstrukce plavidel třetí skupiny byla modernizována a například byly vybaveny přistávací plochou pro vrtulník. První jednotka HMS Forth do služby vstoupila roku 2018. V prosinci 2016 byly přiobjednány další dvě hlídkové lodě třetí skupiny (Batch 3). Poslední jednotka modernizované verze Spey byla do služby přijata v lednu 2021.
Jednotky třídy River:
| Jméno             | Skupina | Spuštěna         | Vstup do služby    | Status |
| ----------------- | ------- | ---------------- | ------------------ | --- |
| HMS Tyne (P281)   | Batch 1 | 27. dubna 2002   | 4. července 2003   | Vyřazena 24. května 2017. Dne 25. července 2020 byla reaktivována. Aktivní.                                                                                        |
| HMS Severn (P282) | Batch 1 | 4. prosince 2002 | 31. července 2003  | Vyřazena 27. října 2017. Uložena do rezervy. Dne 30. června 2020 byla reaktivována. Aktivní.                                                                       |
| HMS Mersey (P283) | Batch 1 | 25. června 2003  | 28. listopadu 2003 | Vyřazení plánované na rok 2019 bylo anulováno, aktivní. |
| HMS Clyde (P257)  | Batch 2 | 14. června 2006  | 30. ledna 2007     | Vyřazena 20. prosince 2019. Dne 7. srpna 2020 byla předána Bahrajnskému královskému námořnictvu jako RBNS Al-Zubara (80). Do služby přijata 9. února 2021 aktivní. |
| HMS Forth (P222)  | Batch 3 | 13. srpna 2016   | 13. dubna 2018     | Aktivní. |
| HMS Medway (P223) | Batch 3 | 23. srpna 2017   | 19. září 2019      | Aktivní. |
| HMS Trent (P224)  | Batch 3 | 20. března 2018  | 3. srpna 2020      | Aktivní. |
| HMS Tamar (P233)  | Batch 3 | 10. října 2018   | 17. prosince 2020  | Aktivní. |
| HMS Spey (P234)   | Batch 3 | 19. června 2019  | 8. června 2021     | Aktivní. |

## Konstrukce

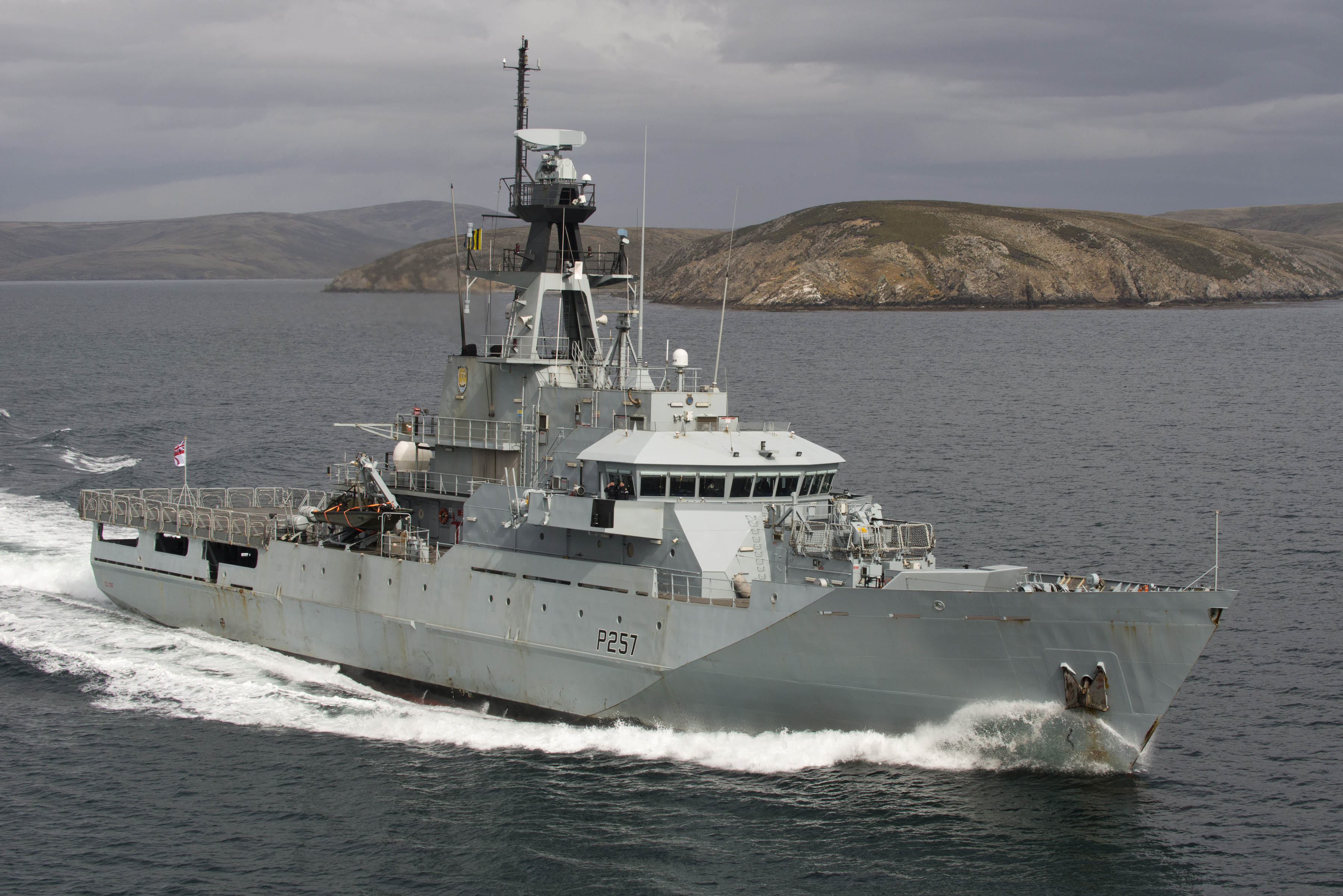
Druhou skupinu třídy River představuje plavidlo HMS Clyde

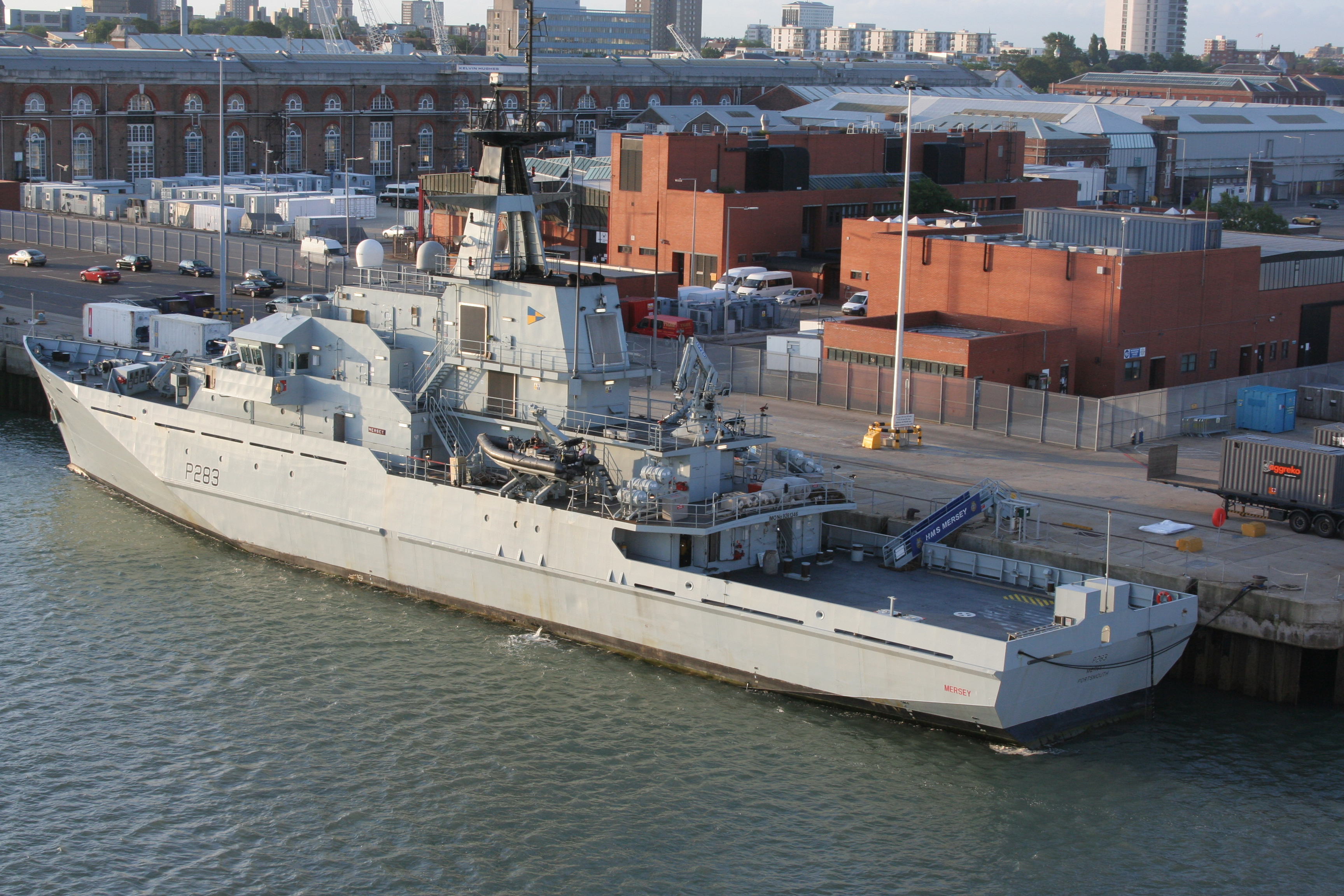
HMS Mersey (P283)

### První skupina (Tyne,SevernaMersey)
Trup plavidel je z oceli. Mimo 30 členů posádky mohou ubytovat cca patnáctičlenný výsadek. První tři jednotky jsou vyzbrojeny jedním 20mm kanónem. Dále nesou dva kulomety. Plavidla jsou na zádi vybavena pracovní palubou s jeřábem a prostorem pro kontejnery či vozidla. Pohonný systém tvoří dva diesely Ruston 12 RK 270 o výkonu po 4 125 kW. Nejvyšší rychlost je 20 uzlů. Vytrvalost plavidel činí 21 dní.

### Druhá skupina (Clyde)
Plavidlo je upraveno pro službu v náročných klimatických podmínkách jižního Atlantiku. Jeho hlavní zbraní je 30mm kanón DS30B, který doplňují dva kulomety. Na zádi se nachází přistávací plocha pro střední vrtulník AW 101 Merlin.

### Třetí Skupina (Forth,Medway,Trent,TamaraSpey)

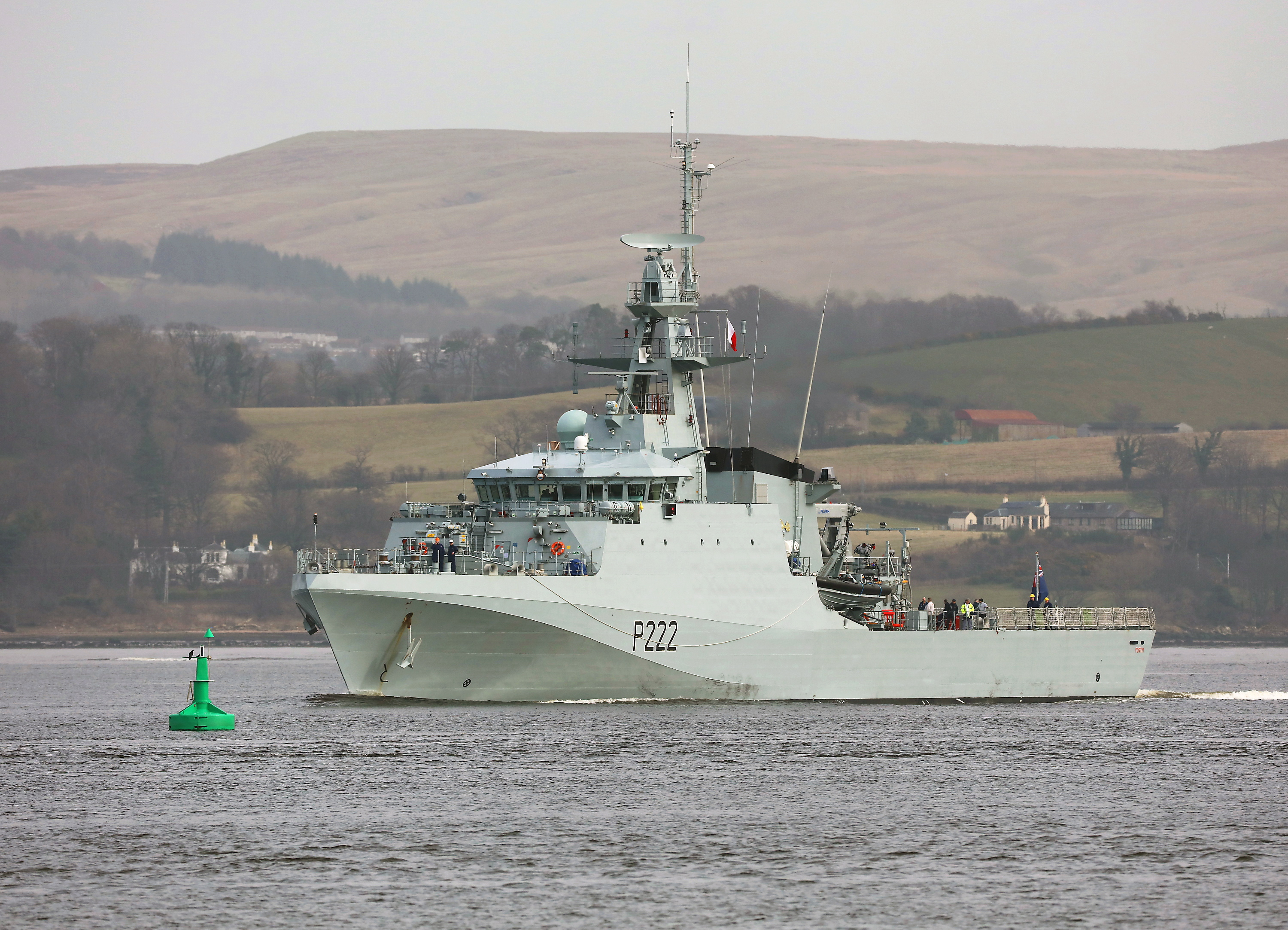
Do třetí série třídy River patřící HMS Forth (P222)

Plavidla budou vycházet z modernizované exportní verze třídy River, v minulosti dodané Thajsku a Brazílii. Mají prodloužený trup a větší výtlak. Budou vybavena několika typy radarů, optotronickým střeleckým systémem a bojovým řídícím systémem BAE Systems CMS-1. Ponesou navigační radary Kelvin Hughes SharpEye. Mimo 34 členů posádky budou moci přepravovat až 50 vojáků či pasažérů. Výzbroj bude tvořit 30mm kanón a několik kulometů. Plavidla budou vybavena dvěma rychlými čluny RHIB typu Pacific 24 a jeřábem s nosností 16 tun. Na zádi budou mít přistávací plochu pro jeden vrtulník typu Merlin. Pohonný systém budou tvořit dva diesely o výkonu 7,350kW. Nejvyšší rychlost plavidel bude 24 uzlů a dosah 5500 námořních mil.

## Export
Bahrajn
- Bahrajnské královské námořnictvo roku 2020 získalo vyřazenou hlídkovou loď Clyde. Plavidlo dostalo nové jméno RBNS Al-Zubara. Ve službě od února 2021.

 Brazílie
- Brazilské námořnictvo získalo tři hlídkové lodě třídy Amazonas.

 Thajsko
- Thajské královské námořnictvo získalo dvě hlídkové lodě třídy Krabi. Postaveny byly licenčně v thajských loděnicích. Prototyp byl do služby přijat roku 2013 a jeho sesterská loď roku 2019.